# 메네멘

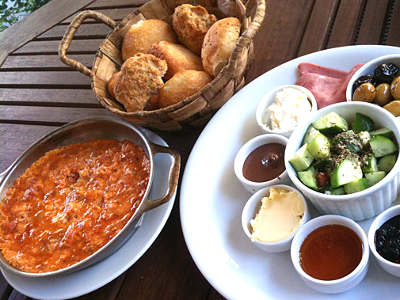
메네멘을 곁들인 터키식 아침식사 (왼쪽)

메네멘은 달걀, 양파, 토마토, 피망에 간 후추, 오레가노, 소금 등의 향신료가 들어간 전통적인 튀르키예 요리이다. 올리브 오일이나 해바라기 유로 요리한다. 샤크슈카와 비슷한 요리이다. 메네멘은 흔히 아침 식사로 먹으며, 빵과 곁들여 차려진다.아침 식사가 아닌 메인 디시로 대접될 때에는 양파를 더 곁들여서 차려진다.

## 요리
레스토랑에서 메네멘은 주문 후에 요리되며 요리할 때 쓰인 쇠 팬 채로 대접된다.

## 같이 보기
- 달걀 스크램블
- 무파라카
- 샤크슈카
- 깔라야 반두라